# Karl Andree
Karl Theodor Andree (Braunschweig, 20 de outubro de 1808 – Bad Wildungen, 10 de agosto de 1875) foi um geógrafo, jornalista e cônsul alemão.

## Biografia

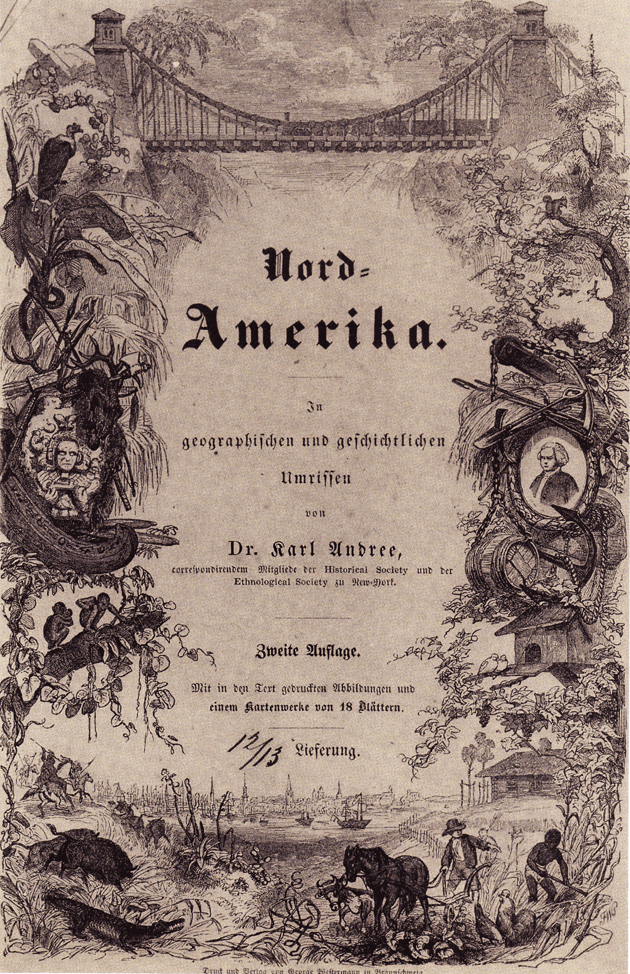
Página título da Nordamerika in geographischen und geschichtlichen Umrissen (América do Norte em contornos geográfico e histórico)

Andree nasceu em Braunschweig. Foi educado em Jena, Göttingen, e Berlim. Depois de participar de agitações políticas estudantis tornou-se jornalista. Em 1838 editou o jornal liberal Mainzer Zeitung, depois o Oberdeutsche Zeitung em Karlsruhe, a partir de 1843, o Kölnische Zeitung, e desde 1846 o Bremer Zeitung. De 1848 a 1851 editou o Deutsche Reichszeitung do editor Eduard Vieweg, em Braunschweig. Em 1851 fundou o Bremer Handelsblatt.
A partir de 1855, porém, dedicou-se exclusivamente à Geografia e à Etnografia, trabalhando inicialmente em Leipzig, onde de 1858 a 1870 foi cônsul da República do Chile para o Reino da Saxônia, e mais tarde em Dresden. Em 1862 fundou a importante revista geográfica Globus.
Morreu em Bad Wildungen. A lápide no túmulo de sua esposa Adelaide (1807-1864) encontra-se no adro da igreja de Kötzschenbroda em Radebeul, Saxônia. Seu filho Richard Andree seguiu a mesma carreira de seu pai.

## Obras
- Nordamerika in geographischen und geschichtlichen Umrissen (Braunschweig, 1854)
- Buenos Ayres und die Argentinische Republik (Leipzig, 1856)
- Geographischen Wanderungen (Dresden, 1859)
- Geographie des Welthandels (Stuttgart, 1867-1872)